# Большое Куркиярви
Большое Куркиярви — озеро на территории Кестеньгского сельского поселения Лоухского района Республики Карелии.

## Общие сведения
Площадь озера — 1 км². Располагается на высоте 201,6 метров над уровнем моря.
Форма озера лопастная, продолговатая: оно вытянуто с запада на восток. Берега каменисто-песчаные, местами заболоченные.
Из западной оконечности озера вытекает безымянный водоток, который, протекая через озеро Малое Куркиярви, впадает в озеро Тироярви, из которого берёт начало река Охта. Охта, протекая через цепочку озёр Тироярви → Петроярви → Еутсоярви → Охтанъярви (с притоками из озёр Мальвиайнен и Каллиоярви), впадает в озеро Пистаярви, через которое протекает река Писта, впадающая в озеро Верхнее Куйто.
По центру озера расположен один небольшой остров без названия.
К западу от озера проходит автодорога местного значения.
Код объекта в государственном водном реестре — 02020000811102000004388.